# بخاوکا پیروشا
بخاوکا پیروشا (به لهستانی:  Bychawka Pierwsza) یک روستا در لهستان است که در گمینا بخاوا واقع شده‌است.